# テレビでドイツ語
テレビでドイツ語（てれびでどいつご）は、NHK教育テレビジョンが2008年4月3日から2016年9月19日まで放送されたドイツ語の語学講座番組である。

## 概要
前身は『ドイツ語会話』。2008年度からの各語学講座番組の刷新により、フランス語・スペイン語・イタリア語・中国語・ハングル講座とともに、タイトルが改められた。

## 放送時間
- 本放送： 毎週月曜日 23:25 - 23:50
- 再放送： 翌週火曜日 5:30 - 5:55

## 出演者

### 2015年度上期・2016年上期
※最後の放送期となる。
- 講師：吉満たか子（広島大学外国語教育研究センター准教授）
- ナビゲーター：原沙知絵
- ネイティブゲスト：シュテファン・ポクラント（ベルリン出身）
- ネイティブゲスト：フランツィスカ・ペッツェル（ベルリン生まれ、シュトゥットガルト出身）
- リポーター：ニクラス・ロールヴァッハー（Niclas Rohrwacher）、ベルナルド・アリアス・ポラス（Bernardo Arias Porras）※ニクラスはライプツィヒ出身、ベルナルドはバイエルン州にルーツを持つ（両人は俳優でベルリン国立演劇大学の同級生）

### 2014年度上期・2015年下期
- 講師：吉満たか子
- ナビゲーター：岡田義徳
- ネイティブゲスト：ウフク・ドアナイ（ベルリン出身、トルコ系ドイツ人）
- ネイティブゲスト：マレーネ・ホスナー（オーストリア・リンツ出身）
- Atelier der Aussprache：オラフ・シートゲス（ケルン出身）、美優シートゲス（母は日本人）
- リポーター：トーマス・ヴァーズィク（ケルン出身）
- 声の出演：岡本りか（ナレーター）
- Saschas Musikbox（第2週）：Sascha
- 春香クリスティーンのニッポンでみ〜つけた!（第3週）：春香クリスティーン

### 2013年度上期・2014年下期
- 講師：岡村りら（獨協大学専任講師）
- ナビゲーター：高橋光臣
- ネイティブゲスト：アンナ・シュルツェ（ライプツィヒ出身）
- ネイティブゲスト：ヨズア・バーチュ（ライプツィヒ出身）
- リポーター：フランツィスカ・ヒルシェルマン（テューリンゲン州出身）
- 料理コーナー（第3週）：門倉多仁亜
- 応用編スキット出演
  - 点子（～16課）

### 2012年度上期・2013年下期
- 講師：岡村りら
- ナビゲーター：勝村政信
- ネイティブゲスト：マライ・メントライン
- ネイティブゲスト：スヴェン・パリス（ドルトムント出身、父はイギリス人、母はドイツ人）
- ネイティブゲスト：ラウラ・アンダース（ハンブルク出身）
- リポーター：マリア・ヘルプスト、セリーナ・フィンガー
- 単語コーナー：トリンドル玲奈
- ナレーター：Sascha

### 2011年度上期・2012年下期
- 講師：吉満たか子
- ナビゲーター：内田恭子
- ネイティブゲスト：ダニエル・ケルン （バーデン・ヴュルテンベルク州フライブルク出身）
- ネイティブゲスト：ケルスティン・ハーリング（バーデン・ヴュルテンベルク州ラー・シュヴァルツヴァルト出身）
- ネイティブゲスト：ディーター・クラメント（バイエルン州アシャフェンブルク出身）
- ネイティブゲスト：ユリアン・アンドウ
- リポーター：レーナ・フリッチュ（ケルン出身）
- 文化コーナー「REINAS BLICK」：トリンドル玲奈
- 声の出演：Sascha（ナレーター、くまっちの声）、春香クリスティーン（くまっ子の声、第1課 - 第6課、「日独のかけ橋」（Wegbereite）ナレーター）、マライ・メントライン（くまっ子の声、第7課 - 第24課）

### 2010年度上期・2011年下期
- 講師：吉満たか子
- ナビゲーター：原沙知絵
- ネイティブゲスト：ベンヤミン・ライン（ベルリン出身）
- ネイティブゲスト・リポーター：マライ・メントライン
- 声の出演：Sascha（くまっちの声）
- タニアのドイツ流シンプルライフ：門倉多仁亜

### 2009年度上期・2010年下期
- 講師：矢羽々崇（獨協大学教授）
- パーソナリティー：LIZA
- ネイティブゲスト：
  - フランク・リースナー（ベルリン出身）
  - マライ・メントライン
- 声の出演：Sascha（くまっちの声）
- スキット出演
  - ユリアーネ・マッカーティー

### 2008年度下期
- 講師：保阪良子
- 生徒：中山エミリ、土屋礼央（RAG FAIR）
- アシスタント：クリスティアン・トリーベル、LIZA

### 2008年度上期・2009年度下期
- 講師：矢羽々崇
- 生徒：石井正則
- ネイティブゲスト：

ユリアーネ・マッカーティー - （Julianne McCartty）ベルリン生まれ、ローテンブルク育ち。ベルリン自由大学日本学専攻（2005年卒）。
夏目ナオキ - 東京都出身。通訳、翻訳、Abitur取得。横浜ドイツ学園、国際基督教大学教養学部人文科学科卒業。モデルも兼ねる。
- 声の出演：山下結穂（ブタのMAXの声）
- 文化コーナー：児玉清、イゾルデ浅井、ヴェルナー・シャウマン（Werner Gustav Schaumann）（児玉清のドイツおもしろ本さがし）
- スキット出演：レーナ・フリッチュ（Lena Fritsch）、石井直人

## コーナー構成

### 2013年度上期
- ユーロ☆くらべてみれば
- ユーロ☆キッチン
- 現地リポート（ザクセン州を中心に旧東ドイツ地域を紹介）

### 2012年度上期・2013年下期
- EURO24
- トリンドル玲奈の単語コーナー
- 文化コーナー（4週目はEUROくらべてみれば）
- 聞き取ってみよう

### 2011年度上期・2012年下期
- EURO24
- くまっち、くまっこの単語コーナー
- Kyokoの動詞で一言
- 文化コーナー
  - 1週目：くらしカル in Deutschland
  - 2週目：日独の架け橋（Wegbereite）
  - 3週目：「REINA'S BLICK」（玲奈の視点）
  - 4週目：ユーロくらしカル（※4週目でなくてもやるときあり）

### 2010年度上期・2011年下期
「EURO24　今日から私、ベルリーナ宣言!」
前半はマライのベルリンのレポートを見て、今日学ぶフレーズを練習する。「くまっちとくまっ子の単語コーナー」や滞在ミニ情報も紹介する。
番組後半は文化コーナー。
- 1週目： 「最新ベルリン・ライフ」。ベルリンの生活文化を紹介する。
- 2週目： 「タニアのドイツ流シンプルライフ」。ドイツ料理やドイツ流の暮らし方を紹介する。
- 3週目： 歌、インタビューなどドイツのカルチャーを紹介する。
- 4週目： 「EURO24　比べてみれば」・イタリア、ドイツ、フランス、スペイン4か国で同じ企画をし、お国柄の違いなどを比較していく。

### 2009年度上期・2010年下期
ユリアーネがベルリンを旅行し、ベルリンの魅力や旅行会話を紹介する。途中で矢羽々の文法解説が入る。
偶数月最終週は音楽やインタビューなどドイツ文化を紹介する。
奇数月最終週は2か月間の「旅行に役立つ便利フレーズ」を復習する。スキットにSaschaが出演する。

### 2008年度下期
2006年10月から2007年3月の「ドイツ語会話」の再放送。
番組前半は前半3ヶ月、後半3ヶ月で違う内容となっている。
前半3ヶ月は「3ヶ月で学べる旅行会話」。長岡ナターシャがドイツ各地で、旅行に使えるフレーズを使う「ドイツ・レポート」から学ぶ。
後半3ヶ月は「みなみの乗馬留学」。主人公みなみが短期乗馬留学するという設定のミニドラマが題材となっている。
共通コーナーとして、講師の保阪先生とドイツ人ネイティブが語り合う「ドイツ語のつぼ」などがある。
番組後半は、「一歩先へ」。クリスとLIZAが進行し、前半のスキットから中級者向けの表現を紹介する。また、その後の「翼をもった文化」は、デザインや、ドイツで活躍する日本人の紹介、インタビュー、 音楽事情紹介などで構成されている。

### 2008年度上期・2009年度下期
テーマは「ロマンチック街道を自転車で旅する」。